# Hinode (Tóquio)
Hinode (日の出町 Hinode-machi) é uma cidade japonesa localizada na porção ocidental de Tóquio. Em 10 de janeiro de 2018, a cidade tinha uma população estimada em 17,226 pessoas e a densidade populacional era de 613.7 pessoas por quilometro quadrado. A sua área total é de 28.1 quilômetros quadrados.